# Baden Pattinson

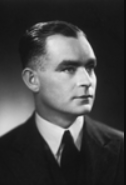
Baden Pattinson

Hon. Sir Baden Pattinson, KBE (* 22. Dezember 1899 in Thebarton, South Australia; † 17. Dezember 1978 in Glenelg, South Australia) war ein australischer Politiker der Liberal Federation und später der Liberal and Country League (LCL), der zwischen 1930 und 1938 und erneut von 1947 bis 1965 Mitglied des South Australian House of Assembly sowie zwischen 1953 und 1965 Bildungsminister in der Regierung von Premier Thomas Playford IV war.

## Leben
Baden Pattinson absolvierte nach dem Schulbesuch ein Studium der Rechtswissenschaften, welches er mit einem Bachelor of Laws (LL.B.) beendete. Nach seiner anwaltlichen Zulassung war er als Rechtsanwalt und Partner der Anwaltskanzlei Pattinson, McLaughlin & Reid Smith tätig und fungierte zeitweise als Bürgermeister von Maitland, einem landwirtschaftlichen Zentrum auf der Yorke Peninsula. Bei der Wahl am 5. April 1930 wurde er für die Liberal Federation im damaligen Zwei-Personen-Wahlkreis Yorke Peninsula als Nachfolger seines Parteifreundes Henry Tossell erstmals zum Mitglied des South Australian House of Assembly gewählt, des Unterhauses des Parlaments von South Australia, wobei er seit dem 9. Juni 1932 der aus der Liberal Federation hervorgegangenen Liberal and Country League (LCL) angehörte. Er vertrat den Wahlkreis Yorke Peninsula bis zu seinem Verzicht auf eine erneute Kandidatur bei der Wahl am 19. März 1938, wobei der bisherige Zwei-Personen-Wahlkreis zu einem Einzelwahlkreis reduziert wurde, der von dem Parteilosen Daniel Davies gewonnen wurde. In dieser Zeit fungierte er 1933 als Government Whip und damit als Parlamentarischer Geschäftsführer der Fraktion der Regierung in der Legislativversammlung.
Bei der Wahl am 8. März 1947 wurde Pattinson als Nachfolger seines Parteifreundes Frank Smith für die LCL im Wahlkreis Glenelg wieder zum Mitglied der Legislativversammlung gewählt und gehörte dieser nunmehr weitere 18 Jahre lang bis zu seiner Niederlage gegen Hugh Hudson von der Australian Labor Party (ALP) bei der Wahl am 6. März 1965 an. Während dieser Zeit fungierte er zwischen 1951 und 1953 erneut als Government Whip der Fraktion der Regierung im House of Assembly. Am 15. Dezember 1953 wurde er in die Regierung von Premier Thomas Playford IV berufen und bekleidete in dieser bis zum 10. März 1965 den Posten als Bildungsminister (Minister of Education). Für seine politischen Verdienste, insbesondere als Bildungsminister, wurde er am 2. Juni 1962 als Knight Commander des Order of the British Empire (KBE) nobilitiert, wodurch er fortan das Prädikat „Sir“ führte. Am 6. Mai 1965 wurde ihm der Höflichkeitstitel The Honourable verliehen. Baden Pattinson heiratete 1926 Florence Doman.

## Hintergrundliteratur
- Parliament of South Australia: Statistical Record of the Legislature 1836–2007 (Memento vom 11. März 2019 im Internet Archive)